# 4 geben alles!
4 geben alles! war eine Familien-Spielshow, welche auf ZDF, ORF und SRF einmalig am 19. November 2016 ausgestrahlt wurde. Sie wurde von Steven Gätjen moderiert.

## Spielprinzip
Bei 4 geben alles! traten drei Familien aus je vier Personen (Elternpaar plus zwei Kinder) aus Deutschland, Österreich und der Schweiz gegeneinander an und spielten um 100.000 Euro. Bereits im Vorfeld der Show wurden Aufgaben gestellt, die gelöst werden mussten. Im Studio traten die Familien in sechs Spielrunden an, in denen Punkte gesammelt werden konnten, die im Finale benötigt wurden. Daneben wurde die emotionale Wirkung der Kandidaten-Familien auf das Publikum mit Hilfe von Emo-Bändern gemessen, welche über den Einzug ins Finale entschied.

## Episoden
Die Gewinnerfamilie der Sendung ist grün hinterlegt.
| Folge | Datum         | Deutschland                                                                             | Österreich                                                                            | Schweiz                                                                                | Showacts      |
| ----- | ------------- | --------------------------------------------------------------------------------------- | ------------------------------------------------------------------------------------- | -------------------------------------------------------------------------------------- | ------------- |
| 1     | 19. Nov. 2016 | Familie Laudann aus Birkenau: - Vater Marc - Mutter Alexandra - Tochter Maja - Sohn Leo | Familie Maybach aus Wien: - Vater Marian - Mutter Doris - Sohn Adrian - Sohn Phillipp | Familie Leumann aus Wuppenau: - Vater Fredy - Mutter Priska - Tochter Sara - Sohn Nick | - Tim Bendzko |

## Quoten
Auf Grund zu geringer Einschaltquoten wurde die Sendung nicht fortgeführt.
| Folge | Datum         | Zuschauer | Zuschauer       | Marktanteil | Marktanteil     |
| Folge | Datum         | Gesamt    | 14 bis 49 Jahre | Gesamt      | 14 bis 49 Jahre |
| ----- | ------------- | --------- | --------------- | ----------- | --------------- |
| 01    | 19. Nov. 2016 | 2,64 Mio. | 0,61 Mio.       | 8,8 %       | 6,1 %           |